# Bombardement de Stockholm

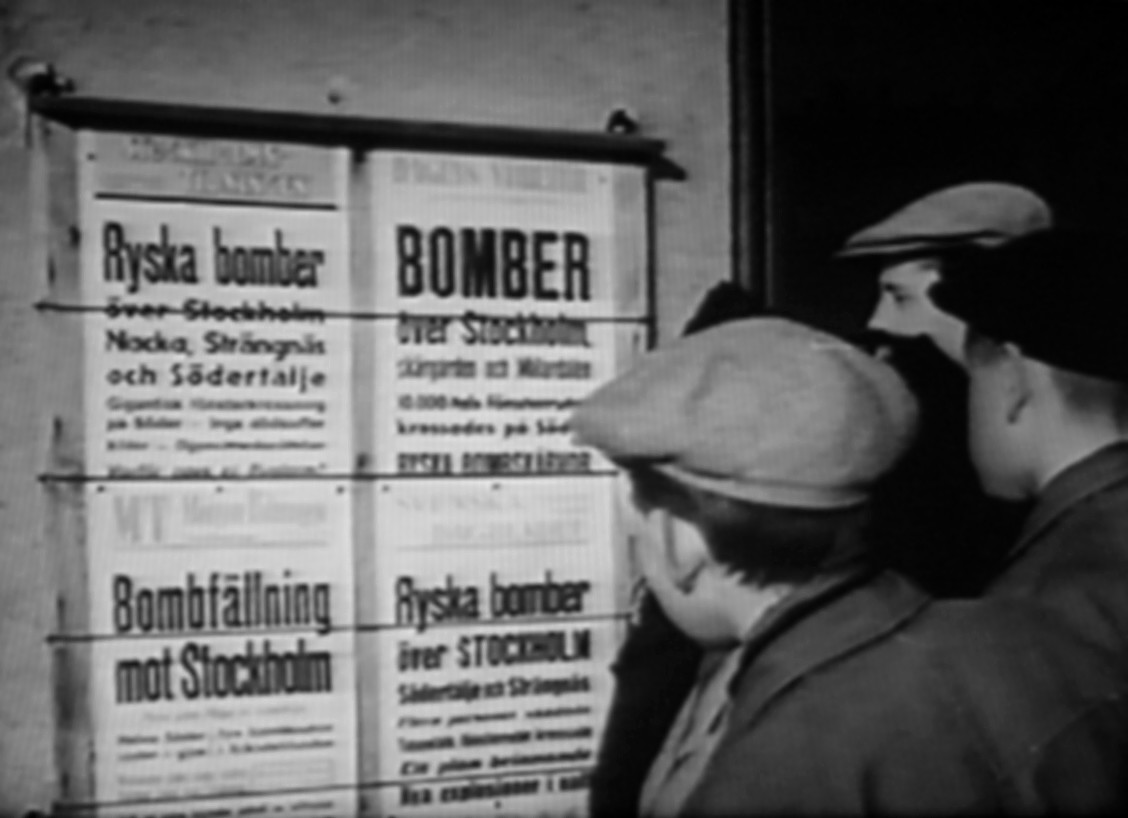
Manchettes des journaux le 23 février 1944.

Le bombardement de Stockholm est un événement de la Seconde Guerre mondiale survenu dans la nuit du 22 au 23 février 1944 en Suède, pays resté neutre pendant le conflit. Différents objectifs, situés dans un rayon de cent kilomètres autour de la capitale Stockholm, sont pris pour cible par l'aviation soviétique. On ne déplore que quelques blessés, bien que certaines bombes aient atteint des zones fortement peuplées, notamment l'ile de Södermalm dans le centre-ville.
Le caractère accidentel ou intentionnel de ce bombardement est toujours disputé.

## Contexte
Pendant la Seconde Guerre mondiale, la Suède adopte une position de stricte neutralité qui est toutefois mise à l'épreuve lorsque les Allemands demandent et obtiennent l'autorisation d'utiliser les voies ferrées suédoises pour le transport de troupes vers la Norvège. La Finlande, quant à elle, s'oppose à l'Union soviétique tout d'abord pendant la guerre d'Hiver (1939-1940), puis, alliée à l'Allemagne, pendant la guerre de Continuation (1941-1944).
Lors de la conférence de Téhéran le 28 novembre 1943, Churchill, Roosevelt et Staline se mettent d'accord pour faire pression sur la Hongrie, la Bulgarie et la Finlande pour qu'elles cessent leur effort de guerre aux côtés de l'Allemagne nazie. Dans cette perspective, et pour pousser la Finlande à mettre un terme à la guerre de Continuation, l'Union soviétique entreprend durant l'hiver 1944 une campagne aérienne contre le territoire finlandais.

## Les faits

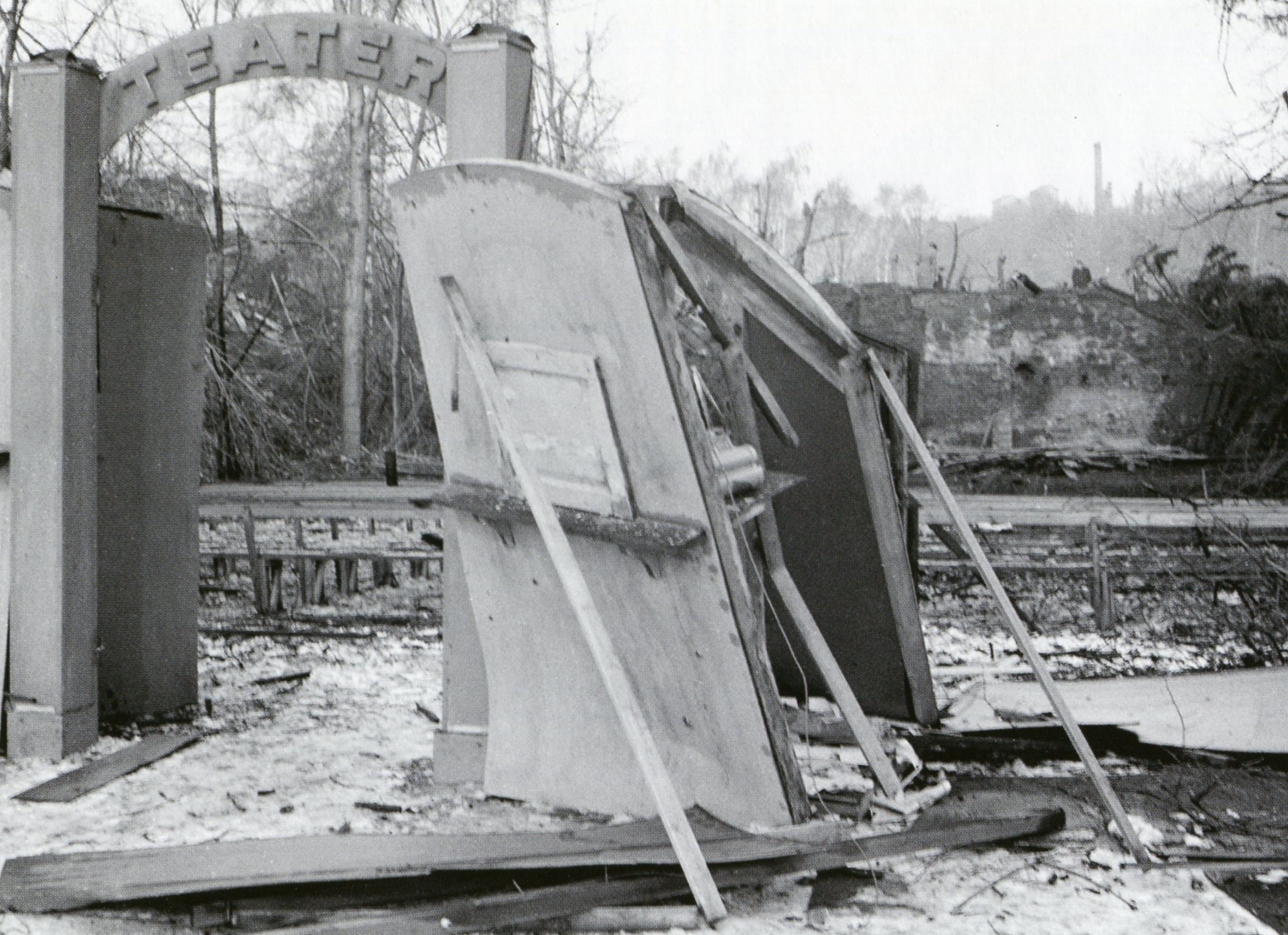
Les restes du théâtre d'Eriksdal après le bombardement du 22 février 1944.

Dans la soirée du 22 février 1944, 220 avions soviétiques quittent leurs bases des environs de Léningrad en direction de l'ouest. Ils survolent le golfe de Finlande puis, en raison, selon certaines hypothèses, de difficultés de navigation, se retrouvent éparpillés sur une vaste zone géographique. Au large de Porkkala, une vingtaine d'appareils font demi-tour et retournent vers leurs bases. Une centaine d'avions procèdent à des bombardements sur différents objectifs du sud de la Finlande, allant de Mariehamn à Helsinki.
Entre 20 h 10 et 04 h 00 du matin, un certain nombre d'appareils soviétiques pénètrent la zone de navigation aérienne suédoise. Six formations composées d'au moins un appareil sont signalées – mais seuls trois avions auraient survolé la Suède continentale. Des bombes sont notamment larguées sur les iles de Blidö et Svartlöga dans le nord de l'archipel de Stockholm, et sur les localités de Stavsnäs, Strängnäs et Södertälje. Plus près du centre de la capitale suédoise, le quartier de Järla est également touché, ainsi que le quartier d'Eriksdal sur l'ile de Södermalm.
La défense antiaérienne suédoise, prise de court, ne dispose ni de radar ni d'avion de chasse à vision nocturne. À une seule occasion, l'un des appareils soviétiques se retrouve à portée de tir d'une unité de lutte antiaérienne, au-dessus de Nacka. Les militaires suédois perçoivent toutefois le largage d'une bombe éclairante comme un signal de détresse et n'ouvrent pas le feu. Lorsqu'ils comprennent leur erreur, il est trop tard et l'avion est déjà loin.
Dans le quartier d'Eriksdal, une bombe de cent kilogrammes détruit entièrement la scène d'un théâtre de plein air, de même que les sièges des premiers rangs et la clôture entourant les lieux. Ne reste qu'un cratère profond de trois mètres et large de cinq à six mètres. Simultanément, trois bombes plus petites explosent à une cinquantaine de mètres de là. De nombreuses vitres volent en éclats aux environs du croisement des rues Ringvägen et Götgatan, et même à l'autre extrémité du pont de Skanstull. Une serveuse est légèrement blessée par des éclats de verre, tandis qu'un homme renversé par l'onde de choc se brise l'épaule.
À Strängnäs, ville située à une centaine de kilomètres à l'ouest de Stockholm, c'est le régiment blindé du Södermanland qui semble être pris pour cible. Après dix minutes d'observation à haute altitude, un avion soviétique fait un piqué et largue une bombe de grande taille qui explose à une cinquantaine de mètres de la caserne sud. Cinq bombes plus petites sont également larguées, l'une d'elles n'explosant pas et étant récupérée intacte dans la neige au nord des baraquements, ainsi que trois bombes éclairantes dont une seulement se déclenche, illuminant la ville entière. D'autres impacts de bombe sont retrouvés plus tard, notamment sur Tosterön, une île du lac Mälar. En tout, ce sont dix bombes explosives et trois bombes éclairantes qui sont larguées sur Strängnäs. Deux soldats du régiment sont blessés par des éclats,,.

## Provocation ou erreur

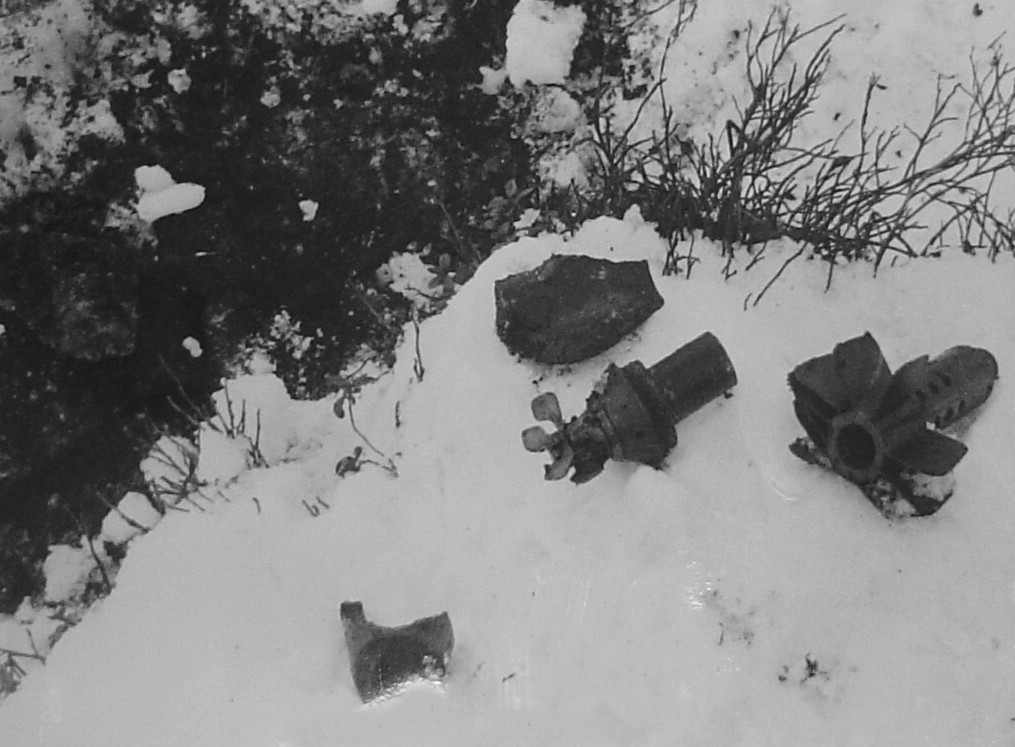
Des fragments de bombe retrouvés à Nacka.

Le bombardement de la nuit du 22 au 23 février 1944 est considéré par certaines sources comme résultant d'une volonté de Moscou de mettre en garde Stockholm contre tout soutien à la Finlande. Alors que l'issue de la guerre semble proche, l'Union soviétique ne souhaite pas que la Suède prenne position aux côtés de la Finlande ou de l'Allemagne, par exemple en positionnant des troupes à Åland.
Dans un livre d'entretiens intitulé Spioner emellan (« Entre espions »), l'ancien agent de la police de sécurité suédoise (Säpo) Tore Forsberg estime que le bombardement est lié à l'incarcération d'un agent secret soviétique, Vassili Sidorenko. L'URSS, qui menait parallèlement une campagne par voie diplomatique, aurait voulu faire pression sur la Suède pour obtenir la libération de son agent, dont les activités visaient du reste précisément le régiment blindé de Strängnäs.
Selon d'autres sources, ce sont des erreurs humaines et matérielles au sein de l'armée de l'air soviétique qui sont à l'origine du bombardement. Une hypothèse avancée est qu'en raison d'un changement météorologique, des formations parties pour bombarder Turku auraient perdu leur cap. Certaines se seraient retrouvées à survoler la Suède, qu'elles auraient prise pour cible par erreur.
Côté soviétique, la position est simple : face aux protestations du gouvernement suédois, la réponse de Moscou est qu'aucun avion soviétique n'a survolé la Suède. En dépit des inscriptions en cyrillique figurant sur les fragments de bombe retrouvés, l'Union soviétique n'a donc rien à voir avec le bombardement.